# Италијанизација
Италијанизација представља процес културне асимилације током којег се становништво, језик, култура или простор делимично или у потпуности трансформише и постаје италијански. Италијанизација може бити добровољна или насилна. Присилна италијанизација извршена је у великој мери током Другог светског рата, увођењем италијанског језика и културе на територијама које је окупирала италијанска фашистичка војска.
Италијанизација је први пут препозната на територији садашње Италије, након уједињења независних италијанских држава под заставом једне републике. Истовремено, постојала је тенденција замене провинцијске самосвести (Сицилијанаца, Млечана итд.) и аутохтоног дијалекта повезаног са њима са општеталијанским. Од 1860-их ово је изазвало незадовољство и на југу и на северу земље.
Природна италијанизација такође је утицала на нероманске народе у земљи од средњег века. Дакле, Грци, Словени и Германи који су се населили на територију Италије у различитим епохама њене историје прошли су потпуну или делимичну италијанизацију.

## Период пре и током Другог светског рата
Насилна италијанизација достигла је највећи обим почетком 20. века. У периоду после Првог светског рата, италијанизација Јужног Тирола, који је био отргнут од поражене Аустрије 1919. године, постала је широко распрострањена у штампи. Споразум између Хитлера и Мусолинија консолидовао је резултате италијанизације; Немачка је одустала од својих захтева да заштити немачко становништво региона, нудећи локалним Немцима, који нису били спремни да се италијанизирају, да се преселе у Немачку.
У периоду фашистичке владавине у Италији почињу прогони Словена у Истри и Далмацији. Репресија је постала нарочито активна од 1941. године, када су и Италијани окупирали Словенију и створили Љубљанску провинцију. За противнике италијанизације створена су два концентрациона логора: Концентрациони логор Раб и Концентрациони логор Молата. Са знањем генерала М. Роат-а, бројна села су уништена заједно са становницима.
Грци Додеканези, као и становници италијанских колонија у Африци, такође су активно били подвргнути италијанизацији, мада у мање крутим облицима у поређењу са словенским становништвом.
После инвазије Италијана на Грчку 1941. године, острво Крф, историјски део Млетачке републике, подвргнуто је активној италијанизацији. Папирологија је у потпуности преведена на италијански језик.

## Послератне последице
После губитка Истарског полуострва и под условима етничког чишћења које су покренули партизани, већина Италијана напустила је Југославију. У односу на остало, примењена је политика кроатизације, која је такође утицала на локалну топонимију.
У Јужном Тиролу у послератном периоду, континуирана италијанизација наишла је на активни отпор локалног становништва. Омекшавање политике и прелазак на двојезичност у региону догодили су се тек 1980-их.

## Италијанизација Истре и Далмације у19. веку
Током млетачке владавине државне власти нису предузеле мере за италијанизацију становништва у Истри и Далмацији. Подручја под млетачком влашћу слободно су развијала свој језик и културу.
Убрзо након пада Венеције, 1806. генерални управник Далмације у оквиру илирских провинција Виђензо Дандоло (Венецијанац) у свом годишњем извештају саветује Наполеона да укине образовање на „илирском“ језику у богословијама у Задру, Сплиту и Прику код Омиша, да се уведе у наставу италијански језик. У наредном периоду Дандоло је у Задру основао италијански лицеј и седам гимназија широм Далмације, као и деветнаест мушких и четрнаест женских школа на италијанском..
Такве активности наставиле су се променљивим темпом и касније у 19. веку, након што су Истра и Далмација дошле под аустријску власт, а националистичке идеје које препознајемо у Наполеоновом провидуру Дандолу постале су раширене у Европи, посебно међу политичким либералима. Италијанизација је изведена с идејом да је то својеврсни поклон „напредније“ италијанске културе и „лепшег“ италијанског језика, стварањем анимозитета према Словенима из других крајева (који су „фурешти“, тј. странци - док су локални Италијани, напротив, „домаћи“. Италијански патриотизам, с друге стране, промовисан је међу локалним Италијанима).
Активности Народне странке у Далмацији успеле су да спрече активности Италијана, а употреба италијанског језика је опала: и даље се користио у Задру, Трогиру и донекле у Сплиту. Пописом из 1890. године забележено је 16.000 становника у Далмацији чији је примарни језик био италијански, који је до 1910. године скромно нарастао на 18.000.
Током 19. и почетком 20. века ново становништво из села се доселило у градове у Истри; у време када је било мало образованих, а локална самоуправа у рукама италијанских либерала систематски спречавала развој словенског образовања и модерне културе, велики део оних који су се преселили у град прихватио је језик и културу нове средине. Захваљујући таквим трендовима, од првог аустријског пописа 1857. до последњег 1910. године дошло је до повећања удела становништва за које италијански језик може бити регистрован као њихов главни језик комуникације, а број говорника италијанског језика на том подручју повећан је са 37 на 108 хиљада, у време када број становништва који говори словенским језицима расте знатно скромније.
Тако пре Првог светског рата у Истри је било око трећине становништва, за које би се могло навести као они којима је италијански главни језик комуникације. Треба напоменути, међутим, да аустријски пописи нису регистровали двојезичност, која је била раширена у Истри и у то време и до данас: као двојезичне особе су на овим пописима по правилу били регистровани говорници италијанског језика, као угледнијег.

## Присилна италијанизација у Истри и Далмацији 1918 - 1943
До Првог светског рата део северне Италије припадао је Аустро-Угарској, а италијански иредентисти борили су се да те територије припоје Италији. Почетком Првог светског рата италијански иредентисти видели су прилику да остваре ове намере. Антанта је Лондонскиm споразумom 1915. Италији обећала велики део словеначке и хрватске етничке територије. Заузврат, Италија се придружила савезничким снагама, издајући своје бивше савезнике, Централне силе, којима је објавила рат.
На крају рата, Италија је добила мање него што јој је обећано Лондонским споразумом, али ипак много више него што јој је припадало на основу правa на самоопредељење народа. Краљевина СХС и Италија Рапалским уговором утврдили су државне границе неповољне за хрватски и словеначки народ.